# Cloche (pomme)
Pour les articles homonymes, voir Cloche (homonymie).

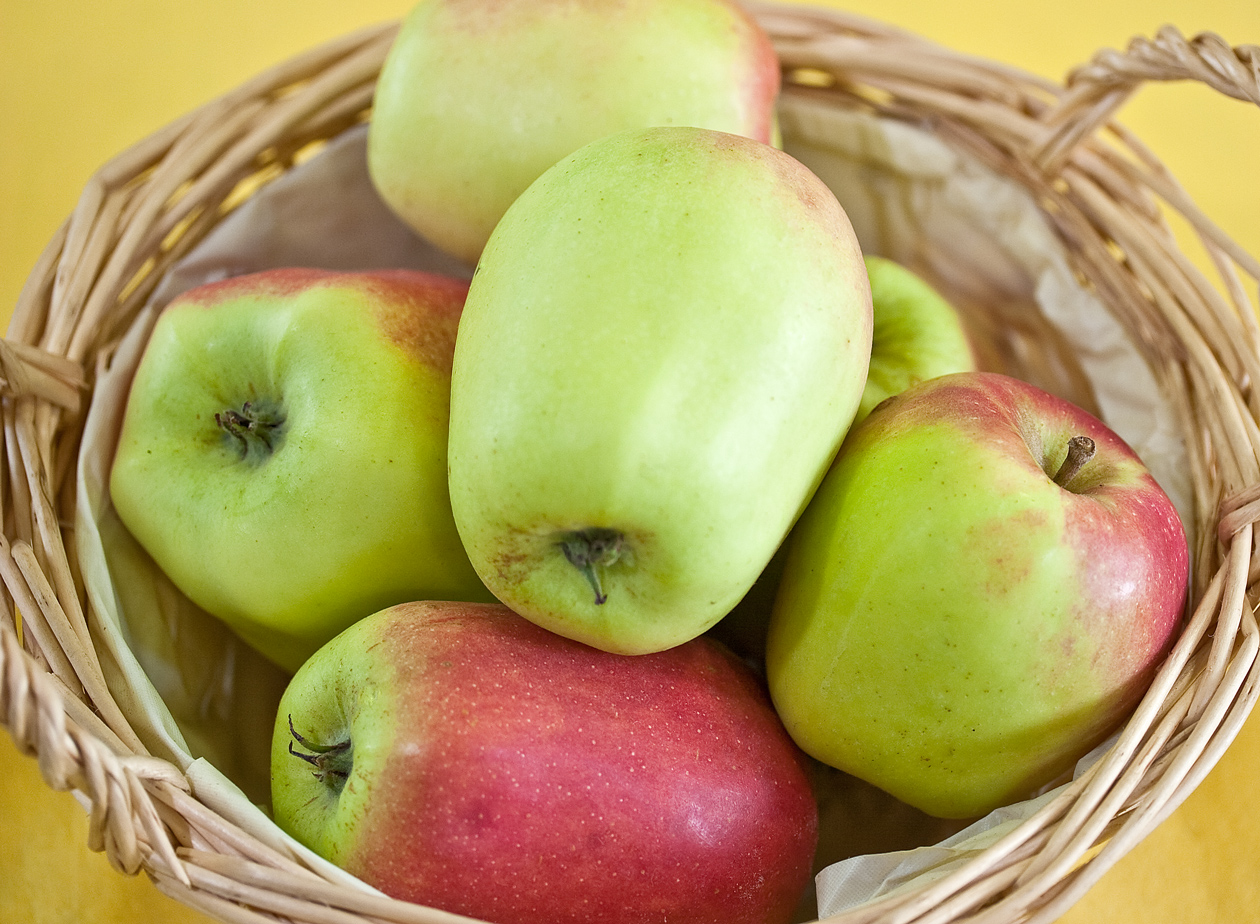
Corbeille de pommes 'Cloche'

La Pomme Cloche (ou Cloche, Weißer Winterglockenapfel, Glockenapfel, Pomme cloche de l'est) est le nom du fruit d'un ancien cultivar de pommier domestique dont la forme de la pomme évoque une cloche.

## Historique
Cette variété ancienne est d'origine incertaine, peut-être en Basse Elbe (actuelle Allemagne). Elle est aussi cultivée en Alsace, dans le nord-est de la Franche-Comté et en Suisse.

## Description
Fruit assez gros (diamètre compris entre 6 et 7 cm), allongé et ventru, évoquant une cloche. La peau d'abord vert pâle passe au jaune marbré de carmin à maturité. La chair est blanche, ferme, croquante, juteuse, restant longtemps dure avec une acidité prononcée et rafraîchissante. 

## Parenté
- Descendant :
  - Gloster[2].

## Pollinisation
- Variété diploïde.
- Floraison : groupe B[3].
- Pollinisateurs : Cox, Golden Delicious, Reine des reinettes, Idared, Ontario[4].

## Culture
- Fructification : de type spur[5].
- Alternance : forte tendance.

Convient à tous les porte-greffes. 
Ce pommier à la végétation faible est sensible à la tavelure en fin de saison et au chancre dans les terrains argileux.